# DanMachi
DanMachi - È sbagliato cercare di incontrare ragazze in un Dungeon? (ダンジョンに出会いを求めるのは間違っているだろうか?, Danjon ni deai o motomeru no wa machigatte iru darō ka, lett. "È forse sbagliato chiedere un incontro a un dungeon?"), altresì nota come Familia Myth (ファミリア・ミィス?, Famiria Myisu), è una serie di light novel scritta da Fujino Ōmori e illustrata da Suzuhito Yasuda, edita da SB Creative, sotto l'etichetta GA Bunko, da gennaio 2013. Tre adattamenti manga, editi da Square Enix e di cui due in formato yonkoma, hanno avuto inizio rispettivamente nel 2013, 2014 e 2019, mentre un adattamento anime, prodotto da J.C.Staff, è stato trasmesso in Giappone tra il 3 aprile e il 26 giugno 2015.
Una serie di light novel spin-off, sottotitolata Sword Oratoria e scritta da Ōmori con le illustrazioni di Kiyotaka Haimura, ha iniziato la pubblicazione nel 2014. Da essa sono derivati a loro volta un manga e una serie anime. In Italia la serie principale di light novel e i manga, eccetto lo yonkoma, sono editi da J-Pop, mentre gli anime sono stati acquistati da Yamato Video.

## Trama
Il dungeon è un posto misterioso della città di Orario dove gli avventurieri vanno alla ricerca di fama e ricchezze, rischiando al tempo stesso di incorrere in una morte violenta. Mostri e trappole sono piazzati ovunque e, secondo diverse leggende e dicerie, più ci si addentra in esso, più i piani diventano grandi e i nemici forti. Prima di entrare nel dungeon, i nuovi avventurieri possono unirsi a una Familia (ファミリア?, Famiria), ossia uno dei gruppi guidati da un dio o una dea che possono essere formati da centinaia di membri, così come da uno solo. Tuttavia per Bell Cranel, esploratore di quattordici anni di uno dei gruppi più piccoli, il vero obiettivo sarà fare colpo su Ais Wallenstein, una bella avventuriera di livello alto per cui si prenderà una cotta.

## Personaggi
I personaggi della serie si suddividono in Familiae. Quelle esplorative sono composte principalmente da avventurieri che si addentrano nel dungeon tentando di aumentare la loro abilità, trovare oggetti preziosi e scendere in piani sempre più profondi; quelle non esplorative si dedicano a particolari discipline delle quali i loro membri sono esperti (metallurgia, agricoltura, medicina...). Ogni Familia è composta da una divinità e da uno o più membri dei quali, in genere, il più anziano o il più abile fa da capitano, che comanda in assenza della divinità e nel momento in cui si entra nel dungeon, dove agli dei è proibito entrare. Infatti, agli dei, pur mantenendo la loro immortalità, è proibito usare gran parte dei loro poteri quando si trovano tra i mortali, e se dovessero essere sorpresi ad utilizzarli, o se dovessero subire danni che ucciderebbero un mortale, verrebbero rispediti in cielo senza possibilità di tornare sulla terra, che loro chiamano "mondo inferiore". Inoltre, così come esistono diversi tipi di familie, anche i rapporti all'interno di esse può variare: pur restando sempre legati dal fatto di essere una familia, tra gli avventurieri può esserci assoluta lealtà o invece competizione impietosa, così come verso la divinità gli avventurieri possono provare dedizione assoluta o totale disgusto. Oltre agli umani, esistono gli elfi, i nani, gli uomini-bestia e molte altre razze più o meno umanoidi.

### Familia Estia
Una famiglia molto povera fondata dalla dea Estia. Inizialmente la sua sede è lo scantinato di una chiesa abbandonata, ma dopo aver sconfitto la Familia Apollo in un gioco di guerra entra in possesso del suo palazzo rinominato da lei Heart Manor.
Bell Cranel (ベル・クラネル?, Beru Kuraneru)
Doppiato da: Yoshitsugu Matsuoka (ed. giapponese), Jacopo Calatroni (ed. italiana)
Un aspirante avventuriero che all'inizio della storia si è trasferito da pochissimo a Orario dalla campagna dopo la scomparsa del nonno e inizialmente unico membro della Familia Estia, di cui è capitano. Dopo essere stato salvato da un minotauro nel Dungeon da Ais Wallenstein s'innamora a prima vista di lei, facendone l'oggetto della sua ammirazione e considerandola il suo idolo come avventuriera, sviluppando, così, una particolare abilità, unica nel suo genere, chiamata Realis Phrase (憧憬一途?, Riarisu Furēze, lett. "Aspirazione Totale"), che gli permette di accelerare notevolmente la sua crescita e lo sviluppo delle sue capacità finché i suoi sentimenti nei confronti di Ais rimarranno vivi: il suo aumento di statistiche è pari, infatti, alla forza dei suoi sentimenti, migliorando l'effetto in base alla forza di essi. Questa abilità, inoltre, ha come effetto ulteriore il renderlo immune al potere del fascino divino e non. Non è portato per la magia, ma grazie a un libro donatogli segretamente da Freya impara l'incantesimo Firebolt (電火?, Faiaboruto, lett. "Freccia di Fuoco"). Il suo sogno è avere un incontro fatidico con una ragazza nel Dungeon (cosa che avviene con l'incontro con Ais) e diventare un eroe come quelli delle storie raccontategli dal nonno, ovverosia, a sua insaputa, il dio Zeus. Proprio il desiderio di seguire gli insegnamenti del nonno adottivo lo portano a sviluppare un'altra abilità chiamata Argonauta (英雄願望?, Arugonouto, lett. "Desiderio Eroico"), che gli permette di incrementare drasticamente la potenza dei suoi attacchi quando si trova in situazioni critiche (e che è anche il soprannome con cui viene chiamato da Tiona Hyrute della famiglia Loki in virtù del fatto che vederlo combattere col minotauro le ha ricordato la storia dell'omonimo eroe leggendario). Mosso dalla volontà di raggiungere il livello di Ais, con la quale nel frattempo ha iniziato ad allenarsi, per potersi finalmente dichiarare a lei, la sua crescita accelerata gli permette di passare dal livello 1 al livello 2 in solo un mese dall'inizio della sua avventura dopo aver sconfitto da solo un minotauro rosso allenato da Ottar della Famiglia Freya, stabilendo dunque un nuovo record e ottenendo il soprannome di Little Rookie (未完の少年?, Ritoru Rūkī). A due mesi dall'inizi della storia viene coinvolto nel War Game tra la sua famiglia e la Familia Apollo il cui dio desidera sottrarlo a Estia, e, dopo essersi allenato con Ais e Tiona, sconfigge il capitano della famiglia avversaria e sale al livello 3, stabilendo un altro record che gli fa acquisire la nomea di Record Holder. Successivamente compie una nuova impresa eroica salvando la renard Haruhime dalla Famiglia Ishtar, sconfiggendone anche il temibile vice-capitano, l'amazzone di livello 3 Aisha Belka. Dopo aver salvato una piccola vouivre molto antropomorfa e capace di parlare dall'attacco di un mostro nel Dungeon la conduce con sé presso la casa della Famiglia Estia, dandole il nome di Wiene. Così assieme ai suoi compagni viene a conoscenza dell'esistenza dei mostri dotati d'intelletto e parola, gli Xenos, e si allea con il mago Fels e il dio Urano per garantire la loro salvezza, combattendo prima contro la malvagia Famiglia Icelo e poi scontrandosi con la Famiglia Loki, intenzionata a eliminare gli Xenos fuggiti in superficie. In quest'occasione si scontra con Ais, che gli si dimostra di gran luna superiore ma che però, mossa a compassione dalle parole, dai gesti e dalle lacrime di Wiene, li lasci andare. Riacquista, quindi, il favore degli abitanti di Orario quando, come parte del piano elaborato da Freya per aiutarlo, affronta in duello il sopraggiunto Xenos Asterius, che si rivela essere la reincarnazione del minotauro rosso ucciso da Bell in passato, che però lo sconfigge, dicendogli che adesso sono pari con una vittoria a testa e che alla prossima occasione concluderanno la loro rivalità. Con gli Xenos tornati nel Dungeon sani e salvi Bell sale, dunque, al livello 4 e gli viene assegnato il nuovo soprannome di Rabbit Foot (白兎の脚?, Rabitto Futto). Lui e il resto della Famiglia Estia, accompagnati da Aisha, Ōka, Chigusa, Dafne e Cassandra partono, quindi, per la prima spedizione nel dungeon a loro assegnata dalla Gilda e in quest'occasione Bell sconfigge un Moss Huge potenziato facendo uso del nuovo attacco che ha elaborato, Argo Vesta. A questo punto per capire cos'è realmente successo con Ryū, che è stata accusata di aver ucciso un avventuriero a Rivira, si unisce alla squadra di avventurieri che le dà la caccia, riuscendo a trovarla nel dungeon e, dopo essersi accertato della sua innocenza la aiuta a fronteggiare Jura Halmer, l'ultimo membro della Famiglia Rudra responsabile dell'agguato che ha portato allo sterminio delle compagne di Ryū e che era sopravvissuto alla sua vendetta. Questi, però, attraverso esplosioni mirate replica quanto avvenuto cinque anni prima durante l'imboscata alla Famiglia Astrea, riuscendo a richiamare il Juggernaut, un mostro generato dal dungeon a mo' di anticorpo quando esso ha subito troppi danni e il cui unico scopo consiste nel massacro degli avventurieri presenti sul piano danneggiato. Ferito gravemente dall'assalto del mostro, ma salvatosi grazie all'intervento della sirena Xenos Marie, che lo cura con il suo sangue, Bell riesce a tenere testa al Juggernaut, distruggendo una delle sue zampe, ma precipitando ai piani profondi assieme a esso e a Ryū prima di riuscire a finirlo. Dopo essere riuscito a sopravvivere ai piani profondi grazie all'aiuto fondamentale di Ryū i due affrontano il Juggernaut al trentasettesimo piano, riuscendo a eliminarlo per poi venire salvati dagli Xenos e riportati in superficie dalla squadra di soccorso inviata da Estia. Poco dopo il ritorno dalla spedizione Bell viene invitato a un appuntamento da Syr in occasione del festival delle dee della fertilità, appuntamento al quale viene preparato da Hedin Selland, uno dei membri di spicco della Famiglia Freya. Quando al termine dell'appuntamento Syr gli dichiara il suo amore per lui, però, l'avventuriero la respinge, in quanto innamorato di Ais, scatenando la reazione della dea Freya, ovvero colei che si è sempre celata dietro l'identità di Syr. La dea fa rapire Bell dai suoi seguaci e usa il suo fascino divino su tutta Orario, alterando i ricordi dei suoi abitanti, divinità incluse. Così, per due settimane Bell è vittima delle manipolazioni della dea della bellezza che cerca in ogni modo di spingerlo ad accettare la realtà fittizia che ha creato per renderlo suo, spezzandolo psicologicamente ed emotivamente al fine di annullare gli effetti della sua skil che lo rende immune al fascino divino. Aiutato segretamente da Hedin, Bell viene spronato da Mia e decide di recarsi a incontrare Ais, l'unica persona con cui non ha ancora parlato, sperando che si ricordi di lui. Quando, effettivamente, Ais, nonostante sia sotto l'influenza del fascino di Freya, si ricorda degli allenamenti con lui, Bell si rianima e capisce che i suoi ricordi sono reali, arrivando alla verità e scoprendo grazie a Hörn che Syr e Freya sono sempre state la stessa persona. Proprio Hörn grazie alla sua magia gli trasmette i veri sentimenti della dea attraverso Syr, la quale lo implora di fermarla e salvarla. Quando Estia, grazie al suo altare della fiamma sacra, riesce a liberare Orario dal fascino di Freya e si ricongiunge con lui, i due accettano la sfida a un War Game della dea della bellezza con in palio lo stesso Bell. Grazie all'aiuto di Ryū, Mia ed Hedin e al level boost di Haruhime Bell riesce a mettere in difficoltà Ottar, dimostrandogli la propria determinazione. Il capitano della Famiglia Freya, allora, gli concede un vantaggio temporale per poter raggiungere la sua dea e vincere il War Game. Assieme alle cameriere della Padrona della Fertilità, quindi, incontra Freya mentre sta lasciando la città dopo essere stata esiliata e la convince a rimanere a Orario abbracciando definitivamente la sua identità di Syr.
Estia (ヘスティア?, Hesutia)
Doppiata da: Inori Minase (ed. giapponese), Valentina Pallavicino (ed. italiana)
La dea che si prende cura di Bell e che osserva i suoi progressi nel dungeon come avventuriero. Nonostante abbia un fisico minuto, a causa del quale Loki la chiama "nanerottola", grazie al suo seno prosperoso è nota a tutti come "loli tettona" (ロリ巨乳?, rori kyonyū). Poiché la sua Familia è molto povera, vive nello scantinato di una chiesa abbandonata e lavora part-time per la gilda, ma dopo aver sconfitto la Familia Apollo in un gioco di guerra entra in possesso del suo palazzo. È innamorata di Bell perciò mostra gelosia appena qualsiasi ragazza gli si avvicini, ma non trova mai il coraggio di rivelargli i suoi veri sentimenti e, anche dopo aver scoperto che egli non è sicuro se il sentimento che prova per lei sia romantico o platonico, i due si promettono che, qualunque sia la sua scelta, quando lui giungerà alla fine della propria vita e si reincarnerà, lei lo troverà di nuovo così staranno insieme per sempre.
Nonostante non sia la protagonista, il personaggio di Estia è risultata subito il più amato della serie, ottenendo grandi apprezzamenti all'interno dei fan che non, risultando un esempio di sindrome di Fonzie.
Liliruca Arde (リリルカ・アーデ?, Ririruka Āde)
Doppiata da: Maaya Uchida (ed. giapponese), Veronica Cuscusa (ed. italiana)
Una prum della Familia Soma che ricopre il ruolo di supporto, ovvero accompagna gli avventurieri nel dungeon per aiutarli a trasportare gemme magiche e altri oggetti ottenuti dai mostri sconfitti. Ha un fisico minuto, ma riesce a portare uno zaino tre volte la sua stazza con "Artel Assist" (縁下力持?, Āteru Ashisuto, lett. "Calo di Sovrappeso"). La sua arma di combattimento è una piccola balestra che porta al braccio destro. Usa la magia "Cinder Ella" (隷労女子?, Shindā Era, lett. "Polvere Nascondina") per fingersi una chienthrope (umana con orecchie e coda di cane) e convince Bell a fare squadra con lei, portandogli inaspettatamente molta fortuna durante la loro alleanza. Siccome odia tutti gli avventurieri, perché colpevoli della morte dei suoi genitori, cerca di truffare anche Bell rubandogli il suo pugnale di nascosto, ma dopo essere stata salvata da lui, cambia idea e diventa una sua fedele compagna. Più tardi taglia tutti i rapporti con la Familia Soma per unirsi ufficialmente a quella di Estia e, qualche mese dopo, raggiunge il livello due e così ottiene l'abilità "Command Call" (指揮想呼?, Komando Kōru, lett. "Chiamata di Guida"). In seguito si scopre che con la sua magia può diventare un'elfa. È chiamata spesso da Welf "Lilietta".
Welf Crozzo (ヴェルフ・クロッゾ?, Werufu Kurozzo)
Doppiato da: Yoshimasa Hosoya (ed. giapponese), Ruggero Andreozzi (ed. italiana)
Un membro della decaduta famiglia nobile dei Crozzo. È un talentuoso fabbro che, tuttavia, ha smesso di forgiare oggetti magici perché odia coloro che non considerano le armi come parte di sé, ma solo oggetti per aumentare la propria forza e il proprio prestigio. Combatte usando uno spadone, che si è forgiato da solo, ed è in grado di utilizzare incantesimi di fuoco. Pur essendo innamorato di Efesto, non va molto d'accordo con gli altri membri della Familia, che in parte lo invidiano e in parte lo biasimano per il suo rifiutarsi di forgiare oggetti magici. Dopo che Bell compra una sua armatura, diventa suo amico e partner, accompagnandolo nel dungeon come suo armaiolo personale e unendosi più tardi alla sua Familia. Secondo Efesto il sogno di Welf è riuscire a forgiare una arma non magica superiore a quelle magiche, mentre Tsubaki, il capitano della sua Familia, ammette apertamente che se non fosse per il suo rifiuto di costruire armi magiche, il titolo di fabbro migliore di Orario andrebbe a lui. In realtà, Welf è assolutamente disposto a creare armi magiche, ma tutte le volte che lo ha fatto sono state situazioni in cui il loro utilizzo era l'unico modo per avere una possibilità di vittoria contro il nemico di turno.
Mikoto Yamato (ヤマト・命?, Yamato Mikoto)
Doppiata da: Chinatsu Akasaki (ed. giapponese), Martina Tamburello (ed. italiana)
Un'amica d'infanzia di Haruhime. Inizialmente parte della Familia Takemikazuchi, si trasferisce nella Familia Estia dopo averne visto i membri sventare i piani della Familia Apollo per proteggere la propria dea. Combatte usando una katana ed è capace di usare un potente incantesimo ad area che le permette di bloccare grandi gruppi di nemici. Adora fare bagni caldi, eseguendo tutte le volte un complesso rituale prima di immergersi in una sorgente termale.
Haruhime Sanjōno (サンジョウノ・春姫?, Sanjōno Haruhime)
Doppiata da: Haruka Chisuga (ed. giapponese), Patrizia Mottola (ed. italiana)
Una runarl (umana con le orecchie e la coda da volpe) che viene addestrata come prostituta dalla Familia Ishtar. Viene salvata da Bell e Mikoto dopo che i sottoposti di Ishtar vengono annientati da quelli di Freya, lavorando da quel momento in poi come supporto e come cameriera per la Familia Estia. Condivide con Bell la passione per le favole e le leggende, infatti, dopo essere stata salvata e resa un membro della Familia Estia, lo vede come l'eroe che aveva sempre sognato sarebbe venuto a salvarla, nonostante lei non si consideri una donna degna di lui: Haruhime è infatti convinta che l'aver lavorato come prostituta la renda impura e indegna, anche se a nessuno questo è mai importato e, con grande ilarità di chi è a conoscenza di ciò, lei in realtà non ha mai giaciuto con nessuno perché ogni volta che ci ha provato la sola vista di un uomo nudo l'ha fatta svenire, anche se questo lei non lo sa. Il suo ruolo di supporto all'interno del Dungeon è effettuato grazie alla sua rarissima abilità, Uchide no Kozuchi (ウチデノコヅチ), con cui riesce per brevi periodi ad aumentare esponenzialmente le abilità di un altro avventuriero.

### Familia Loki
Una delle due Familiae più potenti di Orario. Conta molti membri e i suoi avventurieri più forti appartengono all'élite dell'élite. La sua sede è un grande palazzo chiamato Twilight Manor.
Ais Wallenstein (アイズ・ヴァレンシュタイン?, Aizu Varenshutain, Aiz Wallenstein nell'anime)
Doppiata da: Saori Ōnishi (ed. giapponese), Deborah Morese (ed. italiana)
La favorita della Familia Loki, anche nota come la Principessa della Spada. Le sue abilità da spadaccina sono senza pari e i mostri che ha ucciso ammontano a più di mille. Ha i capelli biondi e gli occhi dorati, è considerata una delle ragazze più attraenti in città e si dice che abbia steso tanti pretendenti quanti i mostri che ha fatto fuori. Il suo incontro con Bell avviene nel dungeon, quando lo salva da un minotauro che era sfuggito al suo gruppo e si era rifugiato ai piani superiori. È colei che ha raggiunto il livello due nel tempo record di un anno, finché Bell col suo arrivo ci riesce in un mese e mezzo. Dopo aver sconfitto il guardiano del trentasettesimo piano del dungeon da sola, raggiunge il livello sei. È figlia di un umano, Albert Waldstein, e di uno spirito del vento chiamata Aria, dalla quale ha ereditato un incantesimo di potenziamento chiamato Ariel (エアリエル?, Earieru) che le permette di migliorare le proprie prestazioni e usare il vento come scudo. Essendo svampita, è totalmente ignara sia della propria popolarità sia dei sentimenti di Bell. Inoltre, in totale contrasto con la propria fama, lei non si considera affatto una persona da ammirare, ma anzi, a causa dell'oscurità che percepisce dentro di sé, lei ritiene che non potrà mai essere l'eroina di nessuno, al contrario di Bell, che nonostante i pericoli che vive nel dungeon riesce a rimanere puro. Sempre per lo stesso motivo è inizialmente molto dubbiosa per il futuro di Bell come avventuriero, ritenendo la purezza del ragazzo inadatta per una simile professione. Nonostante tutto, la dea Freya, capace di vedere l'anima delle persone, sostiene che l'anima di Ais sia di colore dorato, come i capelli. Desidera diventare sempre più forte per poter sconfiggere il famigerato Drago Nero, che in passato distrusse la famiglia Zeus, perché ritiene che il gesto riporterà indietro sua madre Aria.
Una gag ricorrente è che Estia non si ricorda bene il suo cognome e finisce per chiamarla "Wallenqualcosa".
Loki (ロキ?, Roki)
Doppiata da: Yurika Kubo (ed. giapponese), Ludovica De Caro (ed. italiana)
La dea dei dispetti, nonché il capo di una delle Familiae più grandi in città. Maniaca sessuale capace di flirtare senza pudore, Loki considera Ais la sua figlia prediletta ed è gelosa di chiunque le si avvicini troppo. Siccome ha un seno molto piatto, viene chiamata "Loki senzatette" (ロキ無乳?, Roki munyū) da Estia, con cui litiga in continuazione nonostante chiunque le conosca veda quanto in realtà le due siano amiche. A dispetto del suo atteggiamento infantile, Loki è molto attenta, calcolatrice e prevenuta, e quindi è difficile che si faccia sfuggire qualcosa.
Finn Deimne (フィン・ディムナ?, Fin Dimuna)
Doppiato da: Mutsumi Tamura (ed. giapponese), Simone Lupinacci (ed. italiana)
Il capitano della Familia Loki, ossia un avventuriero pallum di livello sei che, nonostante l'aspetto da ragazzino, ha più di quarant'anni. È soprannominato Braver per il suo coraggio leggendario. Si prende una cotta per Liliruca e le chiede di sposarlo, anche se poi viene rifiutato. Il suo aspetto minuto e la sua fama di grande avventuriero lo rendono estremamente popolare tra le donne di Orario. Nel volume 14 di Sword Oratoria viene rivelato che, assieme a Riveria e Gareth, ha raggiunto il livello sette.
Riveria Ljos Alf (リヴェリア・リヨス・アールヴ?, Riveria Riyosu Āruvu)
Doppiata da: Risa Taneda (DanMachi stagione 1), Ayako Kawasumi (Sword Oratoria, DanMachi stagione 2+) (ed. giapponese), Gea Riva (ed. italiana)
Il vice-capitano della Familia Loki e figlia del re degli elfi. In quanto nobile, è considerata un'Alta Elfa. È un'avventuriera di livello sei e la migliore maga di Orario. Il suo soprannome, Nine Hell, è dovuto alla sua abilità magica Chant Connection (詠唱連結?, Eishō renketsu, lett. "Connessione del canto") con cui è in grado di usare nove incantesimi molto potenti. Capace di leggere le statistiche degli avventurieri, nel tempo libero allena i membri più giovani della sua Familia, soprattutto Ais e Lefiya, e a causa del ruolo materno che assume, Loki in privato la chiama scherzosamente "mamma". Nel volume 14 di Sword Oratoria viene rivelato che, assieme a Finn e Gareth, ha raggiunto il livello sette.
Gareth Landrock (ガレス・ランドロック?, Garesu Randorokku)
Doppiato da: Kenji Nomura (ed. giapponese), Massimiliano Lotti (ed. italiana)
Uno dei primi tre avventurieri della famiglia Loki. È un avventuriero nano di livello sei, soprannominato Elgarm, e in modo simile a Riveria assume un atteggiamento paterno nei confronti degli altri membri della famiglia. Nel volume 14 di Sword Oratoria viene rivelato che, assieme a Finn e Riveria, ha raggiunto il livello sette.
Lefiya Viridis (レフィーヤ・ウィリディス?, Lefiya Viridisu)
Doppiata da: Juri Kimura (ed. giapponese), Sabrina Bonfitto (ed. italiana)
Una giovane maga elfa soprannominata Thousand Elf. È un'avventuriera di livello tre dotata dell'abilità eroica "Elf Ring" (エルフ・リング?, Erufu Ringu, lett. "Anello elfico"), che le permette di usare qualsiasi tipo di magia elfica purché ne conosca la formula, rendendola una maga molto potente dato che, di base, un avventuriero capace di usare la magia normalmente non potrebbe conoscere più di tre incantesimi. Riveria la considera colei che erediterà il suo ruolo, all'interno della Familia, per cui agisce da mentore, insegnandole i vari aspetti della magia e dedicandole più tempo per quanto riguarda l'addestramento. Ha un ruolo quasi assente nella storia originale, mentre in Sword Oratoria è uno dei personaggi principali. Prova per Ais una forte adorazione che, in certe circostanze, sembra sfociare in amore platonico. Per questo, quando scopre che Ais allena di nascosto Bell, chiede di ricevere lo stesso addestramento, sviluppando nel frattempo una forte rivalità nei confronti di quest'ultimo, seppur unilaterale dato che il ragazzo ne è del tutto ignaro. Ironicamente, quando i due si trovano a dover combattere fianco a fianco si rivelano una coppia notevole, in grado di fare un uso molto efficace del gioco di squadra. Col tempo, addirittura, la rivalità che prova per il ragazzo, a cui consegue una tendenza ad osservarlo molto attentamente, porta Lefiya a conoscerlo meglio di molti altri, fino a che, quando Bell è accusato di aver aiutato gli Xenos, lei è una dei pochi che, pur non essendo al corrente dell'intera faccenda, si rifiuta di credere che il giovane possa averlo fatto senza una ragione valida. Più tardi raggiunge il livello quattro.
Bete Loga (ベート・ローガ?, Bēto Rōga)
Doppiato da: Nobuhiko Okamoto (ed. giapponese), Davide Fumagalli (ed. italiana)
Un licantropo (umano con orecchie e coda di lupo) avventuriero di livello cinque soprannominato Vanargand. Considera e tratta tutti gli avventurieri di livello basso come se fossero spazzatura ed è convinto che solo lui e Loki siano degni di stare al fianco di Ais, almeno fino a quando Bell non inizia a farsi anche lui una certa reputazione. Più tardi, raggiunge il livello sei. Dopo la distruzione della Familia Ishtar, Ais scopre che l'atteggiamento sprezzante di Bete nei confronti di chi lui considera debole nasconde l'intenzione di spronare gli altri a migliorare.
Tione Hiryute (ティオネ・ヒリュテ?)
Doppiata da: Minami Takahashi (ed. giapponese), Federica Simonelli (ed. italiana)
Un'amazzone avventuriera di livello cinque soprannominata Jörmungandr. Lei e la sorella gemella Tiona appartenevano alla Familia Kali, che costituiva nella sua interezza l'intera razza delle Amazzoni. Dopo aver abbandonato la loro famiglia arrivarono ad Orario dove sfidarono e vinsero molti avventurieri, finché non furono sconfitte da Finn e Gareth e convinte a entrare nella Familia Loki. È innamorata di Finn e pur non essendo ricambiata è estremamente gelosa e aggressiva verso qualunque donna provi ad avvicinarsi a lui. Più tardi, raggiunge il livello sei. Quando è arrabbiata utilizza un linguaggio molto volgare, che prima di innamorarsi costituiva il suo modo di parlare naturale.
Tiona Hiryute (ティオナ・ヒリュテ?)
Doppiata da: Rie Murakawa (ed. giapponese), Elisa Giorgio (ed. italiana)
Un'amazzone avventuriera di livello cinque soprannominata Amazon, che brandisce uno spadone a doppia lama chiamato Urga. È la migliore amica di Ais. Lei e la sorella gemella Tione appartenevano alla Familia Kali, che costituiva nella sua interezza l'intera razza delle Amazzoni. Dopo aver abbandonato la loro famiglia arrivarono ad Orario dove sfidarono e vinsero molti avventurieri, finché non furono sconfitte da Finn e Gareth e convinte a entrare nella Familia Loki. Sviluppa una forte ammirazione per Bell dopo averlo visto battere da solo un minotauro e aver scoperto che ha S in tutte le abilità, soprannominandolo "Argonauta" poiché simile all'omonimo eroe di una storia che amava quando era piccola. A differenza della sorella, ha un seno molto piccolo, per via del quale ha sviluppato un complesso di inferiorità, e un carattere più infantile e solare. Più tardi, raggiunge il livello sei.
Raul Nord (ラウル・ノールド?, Rauru Norudo)
Doppiato da: Haruki Ishiya (ed. giapponese), Antonino Jonathan Luzzi (ed. italiana)
Avventuriero della Familia Loki, agli ordini di Finn Deimne. Nonostante abbia otto anni di esperienza come avventuriero e sia di livello quattro, il ventunenne Raul ha una personalità timida e a volte insicura. Malgrado ciò, non si tira indietro quando c'è da combattere e per questo Finn lo ritiene un rispettabile avventuriero, oltre a considerarlo potenzialmente un suo degno successore come Capitano. Raul brandisce una robusta spada di nome Protagonista, forgiata dalla Familia Efesto, e può scagliare fendenti di fuoco magici.

### Familia Freya
Una delle due Familiae più potenti di Orario, la cui sede è un palazzo chiamato Folkvangr.
Freya (フレイヤ?, Fureiya)
Doppiata da: Yōko Hikasa (ed. giapponese), Beatrice Caggiula (ed. italiana)
La dea della bellezza a capo della famiglia più influente di Orario, la cui forza supera quella della Famiglia Loki, e i cui membri le sono completamente devoti, al punto tale da raggiungere il fanatismo, e che per via di una sfida persa anni prima con la dea Era è costretta a risiedere a Babel, la torre costruita sopra l'ingresso del Dungeon. Dimostra da subito un notevole interesse nei confronti di Bell, essendo stata colpita dal colore della sua anima pura, mettendolo alla prova in varie occasioni per spingerlo a sviluppare il suo potenziale e aiutandolo in diversi modi, arrivando persino a rispedire personalmente in cielo lo dea Ishtar e a distruggere la sua famiglia quando la rivale cerca di soggiogarlo per farle uno sfregio. Dopo aver scoperto dalla stessa Ishtar che il fascino divino non funziona su di lui, il suo interesse per il giovane avventuriero, già grande, si trasforma in una vera e propria ossessione, incrementando la sua determinazione a renderlo suo. Considerata la più affascinante fra tutte le dee, nonostante la fama di dea promiscua e dissoluta, la sua vera personalità si rivelerà essere quella di una ragazza fragile e romantica, alla disperata ricerca millenaria della sua anima gemella, il suo Odr, una persona, uomo o donna che sia, capace di farle provare per la prima volta le emozioni e le sensazioni dell'innamoramento e di reciprocare spontaneamente i suoi sentimenti, giacché il suo essere una dea della bellezza mina a prescindere la genuinità dei sentimenti di chiunque venga attratto da lei. È per questo che quando conobbe Mia pensò che potesse essere la persona che stava cercando, dato che non cedette al suo fascino. Quando, durante il festival delle dee della fertilità, Syr dichiara il suo amore per Bell venendo da lui rifiutata, la ragazza si rivela in realtà la stessa Freya, capace di alterare il suo aspetto e nascondere la sua vera identità grazie a una magia speciale condivisa con Hörn. Non avendolo potuto conquistare come Syr, Freya decide, a questo punto, di rapirlo e soggiogare tutta Orario con il suo fascino divino, manipolando e alterando i ricordi di tutti gli abitanti della città, dei inclusi, affinché pensino che Bell sia sempre stato un membro della Famiglia Freya. Quando Bell, immune al suo fascino, e aiutato da Hörn e segretamente anche da Hedin, riesce a sottrarsi al gaslighting di Freya e dei suoi seguaci, Estia libera la città dal controllo della dea della bellezza annullando gli effetti della sua persuasione grazie alla replica del suo altare della fiamma sacra su Orario. Decisa, comunque, a non arrendersi, Freya sfida Estia a un War Game con in palio Bell, ma dopo averlo perso ed essere stata rifiutata definitivamente dal ragazzo, la sua famiglia viene sciolta, i suoi beni confiscati e lei esiliata per sempre dalla città. Salutati i membri della sua famiglia e intenzionata a reprimere per orgoglio le sue vere emozioni e a lasciare da sola Orario, rifiuta la proposta di Mia di fermarsi in città sotto le mentite spoglie di Syr e continuare a lavorare nella sua locanda. Raggiunta, tuttavia, da Bell, da Ryū e dalle altre ragazze della Padrona della Fertilità, viene rimproverata fortemente dall'elfa e mette a nudo il suo cuore, accettando la loro richiesta di restare a Orario come Syr e dichiarando, tra le lacrime, di non voler essere più una dea ma di voler continuare a vivere semplicemente come Syr con tutti loro, soprattutto quando Bell le dice che pur non potendo essere il suo Odr ha intenzione di essere per lei un cavaliere che le starà sempre vicino e le impedirà, ogni volta che ce ne sarà bisogno, di cedere ancora al suo lato oscuro. Dopo il War Game, la Gilda, non volendo disperdere il potenziale bellico rappresentato dagli avventurieri della Famiglia Freya che non  accettano di essere sottoposti a nessun'altra divinità all'infuori di Freya, pone formalmente la dea sotto il controllo di Estia, che come dea vergine può contrastare il suo fascino, rendendola, perciò, una sua subordinata assieme a tutta la sua famiglia, mentre ella continua a mantenere l'identità di Syr, nota solamente agli dei e a pochissimi mortali, e a lavorare alla Padrona della Fertilità, assieme anche a molti dei membri di sesso femminile della sua famiglia, incluse Hörn ed Heith. Sebbene le due famiglie non collaborino nell'esplorazione del Dungeon e i suoi figli, che adesso hanno trasferito la loro base nel Dungeon visto il sequestro da parte della Gilda di Folkvangr, si rifiutino di essere subalterni della famiglia Estia, alcuni di loro, come Hedin e Hogni, vivono negli appartamenti vuoti della loro magione occupandosi della protezione di Haruhime, e la stessa Syr, data l'ormai mancanza di spazio presso le camere della locanda, ha ottenuto il permesso di Estia di fermarsi a dormire occasionalmente presso la sua casa, contribuendo, in cambio, allo svolgimento delle faccende domestiche.
Ottar (オッタル?, Ottaru)
Doppiato da: Ryōkan Koyanagi (ed. giapponese), Valerio Amoruso (ed. italiana)
Il capitano della Familia Freya, soprannominato il Re per via del fatto che è all'inizio della storia è l'unico avventuriero in città ad aver raggiunto il livello 7 e per questo considerato il più forte di Orario. Guerriero brutale ma onorevole che dedica tutto il suo tempo ad affinare le sue capacità di combattente, è estremamente leale alla sua dea, della quale segue pedissequamente tutti gli ordini e, apparentemente, unico avventuriero della sua famiglia oltre a Heith a non provare gelosia nei confronti di Bell per l'interesse di Freya nei suoi confronti. La sua pacatezza è, tuttavia, rapidamente sostituita da una furia incontrollabile quando qualcuno osa mancare di rispetto alla sua dea. Assieme a Hedin e Hörn si dimostra il solo membro della famiglia a comprendere la sofferenza di Freya, il suo desiderio segreto di poter vivere liberamente come Syr e il fatto che l'unico che possa salvarla da se stessa sia Bell, perciò, pur eseguendo i suoi ordini e combattendo implacabilmente per garantirle la vittoria nel War Game contro l'alleanza delle famiglie guidata da Estia, dopo aver saggiato la determinazione del ragazzo ed essere stato messo in difficoltà, pur potendo continuare a combattere e sconfiggere i suoi avversari, concede a Bell un vantaggio di cinque minuti per poter raggiungere Freya e concludere il War Game. Dopo lo scontro con Bell, Ryū, Mia ed Hedin è vicinissimo a raggiungere finalmente il livello 8, avendo, però, la necessità di compiere un'ultima impresa per poterlo fare: sconfiggere da solo la sua nemesi, vale a dire Balor, il boss del quarantanovesimo piano. A offrirgli la possibilità di compiere l'impresa è Finn nel volume 15 di Sword Oratoria, ma l'esito non è al momento noto.
Allen Fromel (アレン・フローメル?, Aren Furōmeru)
Doppiato da:  Taku Yashiro (ed. giapponese), Diego Baldoin (ed. italiana)
Il vice capitano della Familia Freya, soprannominato Vana Freya, è un uomo-gatto che impugna una lancia ed è il fratello maggiore di Anya. Livello 6, è considerato l'avventuriero più veloce di Orario. Ha una tipica personalità da tsundere che lo rende molto simile a Bete Loga, che può essere considerato il suo corrispettivo nella Famiglia Loki e con cui pure è in aperta ostilità. Si esprime con toni bruschi, arroganti, aggressivi e spesso anche volgari e apparentemente disprezza la sorella e chiunque consideri debole. Prima di essere salvati da Freya i due erano orfani provenienti da un villaggio distrutto dal Drago Nero da un Occhio Solo e l'obbiettivo di Allen è, in realtà, sconfiggere il mostro per vendicare i suoi genitori e garantire un futuro sereno per la sorella, che ha allontanato da sé per evitare che potesse perdere la vita restando al suo fianco nella sua missione di vendetta.
Hogni Ragnar (ヘグニ・ラグナール?, Heguni Ragunāru)
Doppiato da:  Yūsuke Kobayashi (ed. giapponese)
Uno dei vertici della Familia Freya, è un elfo oscuro di livello 6 soprannominato Dainsleif che in passato era il re degli elfi oscuri dell'isola di Hyanzing e vecchio rivale di Hedin. Affetto da disturbo d'ansia sociale dovuto all'estrema timidezza, si esprime usando un linguaggio aulico ed ermetico, tanto che Hedin è costretto a fare da interprete per lui con gli altri membri della famiglia, e presenta delle tendenze da chūnibyō. Per superare la sua fobia sociale in battaglia è costretto quasi sempre a fare uso della propria magia, da cui deriva il suo soprannome, che altera la sua personalità rendendolo un guerriero spietato. A dispetto delle sue fobie è considerato il miglior spadaccino magico della sua famiglia e forse dell'intera Orario. Durante il festival della dee della fertilità è incaricato di tenere sotto osservazione Bell ed è tra i primi membri della sua famiglia ad affezionarsi a lui. Pur non comprendendo chiaramente il vero stato d'animo della sua dea, dopo essere stato sconfitto da Ryū durante il War Game ed essersi confrontato con Hedin decide di assecondare il suo vecchio rivale e cerca di fermare Allen affrontandolo assieme ad Anya. Dopo il War Game assieme a Hedin oltre a essere impiegato presso la Padrona della Fertilità, si trasferisce in uno degli appartamenti vuoti della residenza della Famiglia Estia per occuparsi della protezione di Haruhime.
Hedin Selland (ヘディン・セルランド?, Hedin Serurando)
Doppiato da:  Nobunaga Shimazaki (ed. giapponese)
Un altro dei vertici della Familia Freya, della quale è il principale stratega, essendo a Orario, per abilità di comando, secondo solo a Finn Deimne. È un elfo di livello 6 soprannominato Hildrsleif, in passato re degli elfi bianchi dell'isola di Hyanzing e vecchio rivale di Hogni. Durante il festival delle dee della fertilità si presenta davanti a Bell e lo obbliga a seguire un suo addestramento speciale atto a prepararlo all'appuntamento con Syr, venendo da allora chiamato dal ragazzo maestro (master in originale). Dotato di uno spiccato intelletto, se si esclude Hörn, è il primo dei seguaci di Freya a intuire la sua sofferenza e a comprendere i suoi veri sentimenti decidendo, perciò, di agire per la prima volta contro il suo volere pur di aiutarla a liberarsi dal giogo della dea ed evitare che completi il percorso che la porterebbe alla sua stessa autodistruzione e a diventare una strega dispotica. Per questo dopo essersi fatto assegnare da Freya l'incarico di istruttore di Bell si mostra spietato nei confronti durante i battesimi a Folkvangr, imponendo anche agli altri vertici della famiglia, Ottar escluso, di non trattenersi nell'addestramento, occultando il fatto che voglia che il suo allievo si rafforzi il più possibile per essere pronto ad affrontare la famiglia Freya in combattimento. Come parte del suo piano aiuta segretamente Bell a riacquistare la fiducia in se stesso e a non soccombere alla manipolazione di Freya rimuovendo i suoi controllori per permettergli d'incontrare Mia e Ais. Durante il War Game, a seguito dell'arrivo di Ryū e della sconfitta di Hogni rivela le sue intenzioni mettendo fuori combattimento la squadra di guaritrici della famiglia Freya capeggiata da Heith e suggerendo a Ryū di andare in aiuto di Bell. Dopo aver discusso con Hogni e averlo convinto ad aiutarlo per salvare la loro dea si reca a combattere Ottar assieme a Bell, Ryū e la sopraggiunta Mia e si rivela fondamentale nello scontro quando, dopo essere stato ferito gravemente dal suo capitano usa le sue ultime forze per potenziare il suo allievo con la sua magia del fulmine, incoraggiandolo a sconfiggere l'avversario e affidandogli la salvezza di Freya. La sua momentanea defezione, di fatti, è fondamentale per la vittoria della coalizione e per questo lui e Hörn vengono ritenuti i responsabili della loro sconfitta dagli altri membri della famiglia, ma la lealtà di Hedin nei confronti della loro dea è insindacabile, tanto che la stessa non era riuscita a prevedere le sue azioni né il suo "tradimento", giacché l'elfo era stato sempre completamente sincero nel dichiarare che ogni sua azione era e sarebbe stata deputata al bene della sua dea. Quando Bell dichiara di non poter essere il suo Odr ma di poter essere il cavaliere di Freya/Syr convincendo la dea a restare a Orario e abbracciare finalmente la sua identità di Syr sfuggendo al giogo della dea, Hedin si dichiara soddisfatto e si complimenta da lontano con Bell, dicendo che l'allievo ha superato l'esame. Nonostante la severità e i modi duri con cui tratta Bell, soprannominandolo "stupiglio" (crasi tra stupido e coniglio) e colpendolo spesso con dei calcioni o con i suoi fulmini, Hedin dimostra ripetutamente che, al di là delle apparenze, stima il ragazzo e ne riconosce il valore, confidando in lui al punto tale da mettere da parte i suoi sentimenti personali e affidargli la salvezza della dea alla quale è estremamente devoto, tanto da ammettere seccatamente che la sua anima, pur non potendone vedere il colore come Freya, è arrivata a contaminare persino lui, potendo usare sul ragazzo la sua magia di potenziamento Laurus Hildr. A riprova dell'ormai consolidato rapporto maestro-allievo tra i due, dopo la fine del War Game Hedin, che risiede adesso in uno degli appartamenti della magione della Famiglia Estia in quanto incaricato assieme a Hogni della protezione di Haruhime, continua ad addestrare nel combattimento Bell con delle sessioni di allenamento mattutine.
Fratelli Gulliver (ガリバー兄弟?, Garibā kyōdai)
Doppiati da Taichi Ichikawada (ed. giapponese)
Quattro fratelli pallum di livello 5 e ultimi componenti dei vertici della Familia Freya, soprannominati Bringar. Estremamente devoti a Freya, sono tra i vertici della famiglia quelli più gelosi delle attenzioni riservate a Bell dalla loro dea. A differenza di Allen che nel suo desiderio di forza non vuole che Freya diventi una semplice ragazza ma resti la più potente delle dee di Orario, i fratelli Gulliver sostengono che ella debba rimanere una dea perché in questo modo soffrirà di meno in virtù del suo status e perciò anch'essi non riescono ad ammettere che la vera personalità della loro amatissima dea sia proprio quella di una ragazza insicura e fragile che possa essere facilmente ferita dagli altri. La loro forza e pericolosità è dovuta alla loro grande coordinazione, che gli permette di agire i battaglia come fossero un'unica entità, ma che è anche la loro più grande debolezza rispetto agli altri vertici della famiglia. Difatti, singolarmente, la loro forza è inferiore rispetto a quella degli altri avventurieri di primo livello della Famiglia Freya.
Hörn (ヘルン?, Herun)
Doppiata da Haruka Shirahishi (ed. giapponese)
L'Attendente della Dea, detta Nameless. È un avventuriera di livello 2, sebbene faccia parte del personale non combattente della Familia Freya, essendo, come dice il suo titolo, l'attendente personale di Freya e il membro della famiglia a lei più vicino, persino più di Ottar. Orfana salvata da Freya da bambina, si tratta della Syr originale. Questo, era, infatti, il suo nome prima che lo cedesse Freya dopo aver fatto con lei un patto: desiderando essere come la dea ricevette da lei il nome Hörn e la magia Vana Seith, capace di trasformarla in Freya stessa, agendo come suo doppio mentre la dea si trasforma in Syr. La natura di questa magia, oltre a conferirle l'aspetto di Freya o di Syr le permette di stabilire una connessione con la dea attraverso la quale può sentire le sue emozioni, i suoi sentimenti e i suoi pensieri come se fossero i propri. Grazie a ciò Hörn conosce il vero stato d'animo di Freya e proprio per questo comincia a odiare Bell perché lo reputa fonte della sua sofferenza, ma al tempo stesso è innamorata di lui esattamente come la sua dea. La sua devozione nei confronti di Freya è tale che Allen la definisce una fanatica quando prova a uccidere Bell dopo aver assunto le sembianze di Syr durante il loro appuntamento, contravvenendo per la prima volta agli ordini della sua signora. Infine è lei a svelare a Bell la vera natura di Syr e la sua relazione con Freya, e, dopo aver aperto anche lei il suo cuore all'avventuriero e aver provato a suicidarsi per avere sfidato una seconda volta il volere della dea, con le sue ultime energie usa la sua magia per trasformarsi in Syr e far ascoltare a Bell il vero desiderio di Freya: ovvero il non voler impazzire per amore e che Bell la fermi e la salvi dal suo tormento perché non vuole più ferire. Tenuta in vita da Heith per ordine di Freya grazie alle sue cure magiche, tuttavia Hörn trascorre tutto il War Game in uno stato di morte apparente a Folkvangr mentre conserva l'aspetto di Syr, continuando a sussurrare i sentimenti della dea della bellezza, come quando spinge Mia, Anya, Chloe e Lunoire condotte lì da Loki, a intervenire nella disputa chiedendolo loro perdono e implorandole di fermarla. Annullata la magia dopo la sconfitta di Freya e guarita, è presente assieme a Hedin, Ottar, Allen e i fratelli Gulliver sul tetto della Padrona della Fertilità mentre osserva la dea assumere le sembianze di Syr e decidere di rimanere ad Orario vivendo come la ragazza della locanda, mostrando ancora una volta l'ambivalenza dei suoi sentimenti nei confronti di Bell perché dopo averlo insultato sorride e lo ringrazia per aver salvato Syr. A seguito dell'apparente scioglimento della famiglia Freya, Hörn viene assunta da Mia alla Padrona della Fertilità assieme ad altre sue compagne e il suo atteggiamento di amore e odio nei confronti di Bell, che insulta e prova ad aggredire ogni volta che è in compagnia di un'altra donna, imbarazzandosi e andando nel pallone, però, quando riceve dei complimenti da lui diventa una delle gag ricorrenti della serie.
Heith Velvet (ヘイズ・ヴェルヴェット?, Heizu Veruvetto)
Doppiata da Ikumi Hasegawa (ed. giapponese)
Avventuriera di livello 4, detta Vana Mardoll, è il capo delle Andhrimnir, i membri della squadra di guaritrici della Famiglia Freya, e assieme ad Armid Teasanare della Familia Dian Cecht è considerata la migliore healer di Orario. Abile anche nel combattimento corpo a corpo, nel quale adopera il suo bastone come una sorta di martello, tanto da sconfiggere la squadra di Mord e Luvis immediatamente e senza alcuna difficoltà, è tra i primi membri della Famiglia Freya ad affezionarsi a Bell, con il quale si dimostra subito amichevole, non provando alcuna invidia o gelosia per l'interesse a lui riservato da Freya, curandolo e tenendolo in vita nel corso delle due settimane che trascorre affrontando ogni giorno il terribile battesimo a Folkvangr. A dispetto del suo carattere benevolo, Heith diventa estremamente aggressiva e tratta come spazzatura chiunque sfidi la volontà della dea Freya od osi mancarle di rispetto, essendo in questo simile a Ottar. All'interno della famiglia è, probabilmente, l'unica persona che nutre un sentimento di amicizia nei confronti di Hörn, della quale, però, è anche gelosa per via della sua connessione speciale con la loro dea. Dopo il War Game è tra coloro che vengono impiegate da Mia alla Padrona della Fertilità, dove è la compagna di stanza di Hörn e della stessa Syr, quando questa non pernotta presso la magione della Famiglia Estia, e tiene a bada la prima quando si lascia andare alle sue sfuriate contro Bell, impedendole di passare all'aggressione fisica.

### La Padrona della Fertilità
La Padrona della Fertilità (豊饒の女主人?, Hōjō no Onnashujin), chiamata L'Ostessa Feconda nell'anime, è un'osteria e un punto di ristoro di Orario piuttosto famoso dove gli avventurieri vanno a riposarsi e a rilassarsi. Lo staff è composto unicamente da ragazze, alcune delle quali sono ex avventuriere in grado di mettere in riga la maggior parte dei clienti che non si comportano bene.
Mia Grand (ミア・グランド?, Mia Gurando)
Doppiata da: Yuka Keichō (ed. giapponese), Cinzia Massironi (ed. italiana)
Una nana sulla cinquantina che ed ex avventuriera che con i guadagni del suo precedente lavoro ha realizzato il suo desiderio di sempre: aprire una locanda tutta sua a Orario. Nota in tutta la città come una datrice di lavoro onesta e inflessibile, assume solo impiegate femmine, che la chiamano Mamma Mia (ミア母さん?, Miakāsan). Nonostante l'atteggiamento burbero è molto affezionata alle sue dipendenti, che considera alla stregua di figlie e non lascia mai che qualche cliente nel suo locale dia il via a una rissa o vada via senza pagare. Prende in simpatia Bell quando questi torna a saldare il conto dopo essere scappato via dalla locanda la sera prima, assecondando Syr che aveva garantito per lui e da allora, pur mascherando sempre il suo affetto con i suoi soliti modi burberi gli riserva spesso un trattamento, dandogli di tanto in tanto anche alcuni consigli da ex avventuriera. Durante l'Arco della dea della fertilità, aiuta Bell a capire che i suoi ricordi sono reali ripetendogli le stesse frasi che gli aveva detto all'inizio della sua carriera di avventuriero, tirandogli su il morale. Si scopre, quindi, che da avventuriera aveva raggiunto il livello 6 e apparteneva alla Famiglia Freya, di cui era il precedente capitano col soprannome di Demi Ymir. Pur essendosi ritirata, è ancora legata a Freya, che le ha permesso di aprire la Padrona della Fertilità in cambio della sua assunzione presso di essa nei panni di Syr, tanto che pur non condividendone il comportamento ed essendo ostile agli altri membri della famiglia, decide di non ribellarsi alla dea a meno che non sia lei stessa a chiederglielo, cosa che, difatti, avviene quando Loki la conduce presso Hörn trasformata in Syr che le chiede di fermarla, portandola a intervenire nel War Game e ad affiancare Bell, Ryū e poi anche Hedin nel combattimento con Ottar, in cui mostra di essere l'unica a possedere una forza fisica che rivaleggi con quella del boaz, tanto da affrontarlo addirittura usando una pala. Dopo la sconfitta di Freya la dea le fa visita prima di lasciare Orario a seguito del suo esilio e Mia le propone di restare a lavorare alla locanda sotto l'identità di Syr, esprimendo, poi, soddisfazione quando Bell e le sue cameriere riusciranno a convincerla. Da giovane pare fosse estremamente bella, tanto da meritarsi il titolo di seguace della dea della bellezza, ma in verità accettò di entrare a far parte della Famiglia di Freya dopo averla vista piangere in solitudine e aver capito che la sua vera personalità era quella di Syr, empatizzando con lei e dovendo ripagarla di un favore. A differenza degli altri seguaci di Freya Mia non è mai caduta vittima del suo fascino, trattandola, piuttosto, come fosse sua figlia, tanto da far pensare alla dea, dopo il loro primo incontro, che potesse essere lei la sua Odr. Con lo scioglimento della Famiglia Freya Mia ha assunto molti dei suoi membri femminili alla locanda e persino Ottar e i fratelli Gulliver, almeno in un'occasione, hanno servito come camerieri lì dopo il War Game.
Syr Flover (シル・フローヴァ?, Shiru Furōva)
Doppiata da: Shizuka Ishigami (ed. giapponese), Giulia Maniglio (ed. italiana)
Una cameriera de "La Padrona della Fertilità" che s'innamora di Bell dopo averlo osservato all'inizio del suo cammino da avventuriero. Ogni giorno gli prepara il pranzo e lui per riconoscenza la aiuta con i compiti nel locale. Apparentemente, sembra essere l'unica tra le cameriere a non essere stata in passato un'avventuriera, ma comunque le compagne la rispettano e la soprannominano "strega" per le sue straordinarie abilità strategiche e di manipolazione. Durante il festival delle dee della fertilità emerge una sua misteriosa connessione con la Famiglia Freya, che la tratta in modo ossequioso, e dopo aver finalmente dichiarato il suo amore a Bell alla fine del loro appuntamento venendo, però, rifiutata, si rivela essere la dea Freya in persona, che grazie alla magia condivisa con Hörn è in grado di assumere il suo aspetto. Dapprima vivendo la cosa come un gioco di ruolo per vincere la noia, progressivamente Freya si è calata sempre di più nel ruolo della ragazza della locanda, finendo col desiderare, intimamente, di fuggire dal suo ruolo di dea per poter vivere davvero come Syr, che si rivelerà, poi, essere la sua vera personalità. Dopo la sconfitta della sua Famiglia nel War Game contro la coalizione delle famiglie alleate di Estia, Freya, che aveva sempre desiderato innamorarsi, viene rifiutata definitivamente da Bell, che pone, così, fine al suo primo amore tanto anelato, permettendole, però, in questo modo di evitare d'impazzire per amore e salvandola da se stessa. Scusatasi con Ryū e le altre ragazze e avendo ricevuto il giuramento di Bell di essere il suo cavaliere che le impedirà di cadere di nuovo nell'oscurità della sua natura di dea, Freya riesce, finalmente a sottrarsi al giogo della dea, rinunciando a essere tale e decidendo di restare a vivere come Syr a Orario, accettando, finalmente, di riconoscere la sua vera personalità. Dopo il War Game la vera identità di Syr è nota a pochissime persone a Orario, a eccezione di tutti gli dei, che per vendetta si divertono a infastidire e bullizzare Syr sul lavoro, mentre lei accetta passivamente le punizioni che le vengono inflitte, decisa a fare ammenda per le sue azioni passate. Siccome con l'arrivo delle andhrimnir lo spazio alla locanda si è esaurito e le camere del personale sono sovraffollate, Syr ha ricevuto il permesso di Estia di pernottare presso la sua magione di tanto in tanto e continua a mantenere attiva la propria famiglia, che, sebbene sia ufficialmente sciolta, ufficiosamente continua ad operare come famiglia subordinata a quella di Estia, pur se nella realtà essa continua a comportarsi in modo indipendente e a seguire esclusivamente il volere di Syr.
Ryu Lion (リュー・リオン?, Ryū Rion)
Doppiata da: Saori Hayami (ed. giapponese), Katia Sorrentino (ed. italiana)
Una cameriera elfa amica di Syr, che cerca di darle una mano con la sua cotta per Bell. Un tempo era un'avventuriera di livello quattro appartenente alla Familia Astrea conosciuta come Uragano, ma dopo aver perso le sue compagne in un'imboscata le vendicò sterminando i responsabili, motivo per cui fu inserita nella lista nera della Gilda, e dopo essere stata soccorsa da Syr mentre era in fin di vita fu assunta da Mia come cameriera nella sua locanda. Nonostante la sua nuova occupazione è ancora un'abile guerriera, tanto che Lefiya, dopo averla vista combattere, sostiene di non aver mai conosciuto nessuno abile come Ryu nel cantico simultaneo, cioè il recitare le formule complesse degli incantesimi mentre si combatte nel corpo a corpo. Dopo aver chiuso i conti col proprio passato sconfiggendo assieme a Bell il Juggernaut del ventisettesimo piano,  in occasione del successivo War Game contro la Famiglia Freya effettua, per la prima volta nella storia, un double level up, riuscendo, grazie all'esperienza accumulata fino ad allora, a passare direttamente dal livello 4 al 6 e sconfiggendo in duello Hogni per poi aiutare Bell nel suo scontro con Ottar. A seguito della vittoria sulla Famiglia Freya si unisce alla Famiglia Estia, pur continuando, per debito di riconoscenza, a lavorare part time all'Ostessa Feconda come cameriera.
Chloe Rollo (クロエ・ロロ?,  Kuroe Roro)
Doppiata da: Aya Suzaki (ed. giapponese), Valentina Framarin (ed. italiana)
Una cameriera cat people (umana con orecchie e coda di gatto) dal pelo nero e con una personalità perversa. Ha lasciato la Njord Familia e in passato era un'assassina famosa e usava il cognome Rollo col suo datore di lavoro, in seguito durante il Periodo Oscuro di Orario viene chiamata Black Cat (黒猫 Kuroneko) e associata alla sua controparte cosa che la infastidiva. In passato ha dato la caccia a Ryu Lion.
Lunoire Faust (ルノア・ファウスト?, Runoa Fausuto)
Doppiata da: Yuna Yoshino (ed. giapponese), Giulia Maniglio (stagione 1), Ilaria Egitto (stagione 4) (ed. italiana)
Una cameriera umana e con una personalità semplice e seria. Ha lasciato la Demetra Familia e in passato era una cacciatrice di taglie famosa e usava il cognome Faust col suo datore di lavoro, in seguito durante il Periodo Oscuro di Orario viene chiamata Black Fist (黒拳 Kokken) e associata alla sua controparte cosa che la infastidiva. In passato ha dato la caccia a Ryu Lion.
Anya Fromel (アーニャ・フローメル?, Ānya Furōmeru)
Doppiata da: Asuka Nishi (ed. giapponese), Laura Cherubelli (st.1-4 p.1), Laura Valastro (st.4 p.2) (ed. italiana)
Una cameriera cat people (umana con orecchie e coda di gatto) dal pelo marrone chiaro e con una personalità ignorante e stupida. È sorella di Allen Fromel, il vice-capitano della Familia Freya,  conosciuta in passato come Vana Alfi (戦車の片割れ?, Vana Arufi) e possiede una lancia dorata, ma poiché non si trova più a suo agio nella Familia Freya decide di non volere essere chiamata così.

### Familia Efesto
Una Familia produttrice di armi e armature molto famosa e ricca che, come la dea che rappresenta, è composta soprattutto da fabbri. I suoi membri vengono spesso assunti come unità di supporto nelle grandi spedizioni nei piani più profondi del dungeon e ognuno di essi è fornito di una bottega privata, in cui può esercitare la sua professione da solo senza mostrare le proprie tecniche agli altri.
Efesto (ヘファイストス?, Hefaisutosu)
Doppiata da: Yuka Terasaki (ed. giapponese), Tania De Domenico (ed. italiana)
La dea della fucina, ossia il capo del più grande gruppo di produttori di armi e armature della città. È amica di Estia e, pur essendo a conoscenza della sua situazione economica, le forgia un'arma speciale per Bell, rimandando il pagamento a più tardi. Porta una benda sull'occhio destro cicatrizzato e dopo aver saputo che Welf non ci fa caso, si innamora di lui.
Tsubaki Collbrande (椿・コルブランド?, Tsubaki Koruburando)
Doppiata da: Hitomi Nabatame (ed. giapponese), Anna Charlotte Barbera (ed. italiana)
Il capitano della Familia Efesto. Maestra nell'arte della forgiatura, è una mezza-nana soprannominata Cyclops (単眼の巨師?, Kyukuropusu) poiché, come la sua dea, porta un occhio bendato (nel suo caso il sinistro). Si mostra sempre molto amichevole con chiunque incontri e ha un contratto con Gareth Landrock, in base al quale solo lei potrà forgiargli armi e armature. È considerata il fabbro migliore di Orario, ma in privato ammette che Welf Crozzo le è superiore nonostante lei lo consideri anche uno spreco di talento per il suo rifiuto di forgiare armi magiche. Oltre che un maestro fabbro è un'abile guerriera, avendo come abitudine il mettere alla prova di persona la qualità delle sue creazioni nel dungeon.

### Altri personaggi
Eina Tulle (エイナ・チュール?, Eina Chūru)
Doppiata da: Haruka Tomatsu (ed. giapponese), Francesca Bielli (ed. italiana)
Una mezzelfa della gilda che è stata assegnata a Bell come consigliera per l'esplorazione del labirinto. Si preoccupa per Bell proprio come una sorella maggiore ed è sempre felice di vederlo tornare sano e salvo dal dungeon. È figlia di un uomo e di un'elfa, Aina Tulle, migliore amica, ex ciambellana e lontana parente di Riveria Ljos Alf. Questo non rende Eina nobile, ma rimane imparentata alla lontana con la famiglia reale degli elfi. Inoltre, Riveria conosce Eina da quando era bambina e per questo non esita ad aiutarla quando la mezzelfa ha bisogno.
Ganesha (ガネーシャ?, Ganēsha)
Doppiato da: Hiroshi Tsuchida (ed. giapponese), Gabriele Donolato (ed. italiana)
Il dio delle folle. È il capo ufficioso della città, nonché colui che lavora di più a stretto contatto con la gilda. Organizza la maggior parte dei festival in città, come "Monsterphilia", e fornisce le creature necessarie per l'intrattenimento del pubblico.
Miach (ミアハ?, Miaha)
Doppiato da: Makoto Furukawa (ed. giapponese), Stefano Pozzi (ed. italiana)
Un dio la cui Familia è nota per le pozioni di guarigione ed altri rimedi di erbe che parecchi avventurieri utilizzano ogni giorno. Un tempo era considerata una famiglia di medio livello, fino a che, a causa di un incidente, il capitano Naza subì un incidente in cui perse il braccio, per cui Miach accettò di indebitare fortemente la famiglia nei confronti della famiglia Dian Cetch perché le costruissero una protesi, ma purtroppo il gesto non piacque agli altri membri della famiglia, che se ne andarono. Fortunatamente, di recente Cassandra e Dafne, un tempo parte della Familia Apollo, si sono unite alla familia Miach aumentando di molto i guadagni.
Naaza Erisuis (ナァーザ・エリスイス?, Nāza Erisuisu)
Doppiata da: Ikumi Hayama (ed. giapponese), Virginia Astarita (ed. italiana)
Capitano della Familia Miach, specializzata in pozioni. Il suo braccio sinistro, dopo un incidente, è stato sostituito da una protesi d'argento perfettamente funzionante. Si occupa del negozio quando il proprietario è fuori ed ama stuzzicare Bell quando questi viene a comprare qualcosa.
Apollo (アポロン?, Aporon)
Doppiato da: Ryōta Ōsaka (ed. giapponese), Alessandro Zurla (ed. italiana)
Un dio civettuolo con diversi amanti sia di sesso maschile sia femminile. In Paradiso ha provato diverse volte a sedurre Estia, ma senza successo. Dopo essere venuto a conoscenza del talento di Bell, sviluppa un certo interesse verso di lui e più tardi si allea con la Familia Soma per battere quella di Estia in un gioco di guerra. Sconfitto, la sua Familia viene sciolta e i suoi possedimenti passano in possesso di Estia, che inoltre lo fa bandire da Orario.
Ermes (ヘルメス?, Herumesu)
Doppiato da: Sōma Saitō (ed. giapponese), Renato Novara (ed. italiana)
Il messaggero degli dei. È amico del nonno di Bell, Zeus, che gli ha chiesto di prendersi cura del nipote mentre questi si avventura nel dungeon. Il modo con cui si prende cura di Bell, tuttavia, è comunque poco ortodosso: come Freya infatti, Ermes fa in modo che Bell finisca in pericolo, in modo da farlo maturare e imparare. Inoltre Ermes è convinto che molto presto avverrà un grande scontro in cui Bell avrà un ruolo chiave, quindi si allea segretamente con le Familiae di Loki e di Dioniso. La sua Familia, proprio come il loro dio notoriamente bugiardo e manipolatore, è composta da avventurieri in cerca soprattutto di profitto, disposti a mentire sul proprio livello e sulle loro capacità pur di ridurre la quota mensile che è necessario pagare alla gilda, che chiude un occhio per via del fatto che sono i migliori cacciatori di trafficanti del mercato nero e, in generale, coloro che hanno maggiori contatti con il mondo criminale dentro e fuori Orario.
Demetra (デメテル?, Demeteru)
Doppiata da: Harumi Sakurai (ed. giapponese), Jolanda Granato (ed. italiana)
Una dea amica di Estia. È molto pettegola e impicciona, tanto che quando scopre che l'amica è innamorata di Bell si affretta ad andare a conoscerlo. La sua famiglia è la prima produttrice di prodotti agricoli.
Zeus (ゼウス?, Zeusu)
Doppiato da: Atsushi Ono (ed. giapponese), Pietro Ubaldi (ed. italiana)
Il nonno adottivo di Bell, nonché l'ex-capo della Familia Zeus che primeggiò a Orario fino a quando i suoi membri furono uccisi in un misterioso incidente quindici anni fa. È sempre stato tenuto in alta considerazione dagli altri dei. Sin da quando il nipote era piccolo, gli ha sempre raccontato storie sugli avventurieri e sugli eroi. È stato, infatti, lui a scrivere il libro d'avventura più famoso del mondo, Dungeon Oratoria. Dopo il raggiungimento dei quattordici anni di Bell, finge la propria morte in modo che il ragazzo, all'oscuro della reale identità del nonno, si diriga a Orario per diventare avventuriero. Per proteggere il nipote chiede in segreto a Ermes di prendersi cura di lui.
Albert Waldstein (アルバート・ヴァルトシュテイン?, Arubaato Varutoshutein)
Doppiato da: Daisuke Hirakawa (ed. giapponese), Alessandro Pili (ed. italiana)
Avventuriero leggendario, padre di Ais, marito di Aria e protagonista di Dungeon Oratoria. Lui, la moglie e la figlia sono vissuti in pace ed in segreto fino a che lui non fu ucciso dal Drago Nero, che però Albert riuscì a ferire in un occhio. Di Aria non si seppe più nulla, e da allora Ais è determinata a ricongiungersi almeno insieme a quest'ultima, che al contrario del marito sparì, ma senza che la sua morte fosse confermata. Le sue capacità combattive erano straordinarie, tanto da essere soprannominato Campione della Spada e, anche se esse non vengono mai mostrate, l'autore ha confermato come Albert sia il personaggio più forte nominato fino ad ora, tanto che nemmeno gli avventurieri più forti delle famiglie Zeus ed Era, a loro volta molto più forti di Ottar, Fin ed Ais, erano paragonabili a lui.

## Media

### Light novel
La serie di light novel è stata scritta da Fujino Ōmori con le illustrazioni di Suzuhito Yasuda. Il primo volume è stato pubblicato da SB Creative, sotto l'etichetta GA Bunko, il 15 gennaio 2013 e al 15 dicembre 2024 ne sono stati messi in vendita in tutto venti. In Italia la serie è stata annunciata al Lucca Comics & Games 2015 da J-Pop e pubblicata a partire dal 29 giugno 2016. La traduzione dei testi è curata da Salvatore Corallo (volumi 1-7) e Federica Bruniera (dal volume 8). In America del Nord i diritti sono stati acquistati da Yen Press.

#### Spin-off
Una serie di light novel spin-off, intitolata DanMachi: Sword Oratoria (ダンジョンに出会いを求めるのは間違っているだろうか外伝 ソード・オラトリア?, Danjon ni deai o motomeru no wa machigatte iru darō ka gaiden: Sōdo Oratoria) e scritta da Fujino Ōmori con le illustrazioni di Kiyotaka Haimura, ha avuto inizio con la pubblicazione del primo volume, edito sempre da SB Creative sotto l'etichetta GA Bunko, il 15 gennaio 2014. La storia, che si svolge parallelamente a quella della serie madre, segue le avventure di Ais Wallenstein e degli altri componenti principali della Famiglia Loki, riproponendo anche alcuni eventi di Familia Myth dal loro punto di vista. Sebbene succeda già una volta col volume 10, a partire dal volume 15, pubblicato in originale nel gennaio del 2025, la trama di Sword Oratoria e quella della serie principale si intersecano definitivamente, andando, così, a coprire eventi esplicitamente interconnessi tra loro, pur continuando a narrarli da due prospettive diverse. In America del Nord anche i diritti di questa serie sono stati acquistati da Yen Press.
Un'altra serie di light novel spin-off, intitolata DanMachi: Familia Chronicle (ダンジョンに出会いを求めるのは間違っているだろうか ファミリアクロニクル?, Danjon ni deai o motomeru no wa machigatte iru darō ka: Famiria Kuronikuru) e scritta da Fujino Ōmori e illustrata da Nilitsu, ha iniziato la pubblicazione del primo volume, edito nuovamente da SB Creative sotto l'etichetta GA Bunko, il 15 marzo 2017. La storia ha come protagonisti vari personaggi già visti sia in DanMachi che in Sword Oratoria e le vicende vengono narrate dal loro punto di vista. In America del Nord anche i diritti di questa serie sono stati acquistati da Yen Press.

### Manga
Un adattamento manga di Kunieda è stato serializzato sulla rivista Young Gangan di Square Enix dal 2 agosto 2013 al 21 settembre 2018. Dieci volumi tankōbon sono stati pubblicati tra il 13 dicembre 2013 e il 25 giugno 2018. Il 18 ottobre 2020 è stato ufficialmente confermato che la serie è stata cancellata, interrompendo l'arco narrativo del War Game. Un'edizione in lingua italiana a cura di J-Pop è stata annunciata a settembre 2016 e pubblicata da novembre dello stesso anno fino ad ottobre 2018. La traduzione dei testi è stata curata da Salvatoe Corallo.
Un adattamento manga intitolato DanMachi II e sempre ad opera di Kunieda ha iniziato la serializzazione sulla rivista Young Gangan di Square Enix il 6 settembre 2019. Tra il 22 luglio 2020 e il 25 febbraio 2025 i volumi tankōbon ammontano a sei.
Un adattamento manga di Takashi Yagi, basato sulle light novel spin-off e intitolato DanMachi: Sword Oratoria, ha iniziato la serializzazione sul Gangan Joker di Square Enix il 22 maggio 2014. Tra il 13 novembre 2014 e il 22 luglio 2025 i volumi pubblicati ammontano a trentuno. Un'edizione in lingua italiana a cura di J-Pop è stata annunciata ad aprile 2018 e pubblicata da giugno dello stesso anno. La traduzione dei testi è curata da Salvatore Corallo (volumi 1-9) e Federica Bruniera (dal volume 10).
Un manga yonkoma, intitolato Dungeon ni deai o motomeru no wa machigatte iru darō ka 4-koma: kamisama no nichijō (ダンジョンに出会いを求めるのは間違っているだろうか4コマ【神様の日常】?, Danjon ni deai o motomeru no wa machigatte iru darō ka 4-koma: kamisama no nichijō) e disegnato da Masaya Takamura, è stato serializzato sulla webzine Gangan Online di Square Enix dal 14 agosto 2014 al 18 maggio 2017. Due volumi tankōbon sono stati pubblicati rispettivamente il 15 maggio 2015 e il 23 maggio 2017.
Un ulteriore manga yonkoma, intitolato DanMachi 4-koma: somosomo danjon ni moguru no ga machigai de wa nai darō ka (ダンまち4コマ そもそもダンジョンにもぐるのが間違いではないだろうか?) e disegnato da Choboraunyopomi, è stato serializzato sulla rivista Young Gangan di Square Enix dal 7 novembre 2014 al 5 giugno 2015. Due volumi tankōbon sono stati pubblicati rispettivamente il 25 giugno 2015 e il 25 marzo 2017.
Un adattamento manga di Hinase Momoyama, basato sulle light novel spin-off e intitolato DanMachi: Familia Chronicle episode Ryu, è stato serializzato su Gangan Online di Square Enix dal 23 febbraio 2017 al 25 ottobre 2018. Tra il 13 marzo 2017 e il 13 dicembre 2018 sono stati pubblicati sei volumi.
Un altro adattamento manga sempre a cura di Hinase Momoyama, basato sulle light novel spin-off e intitolato DanMachi: Familia Chronicle episode Freya, è stato serializzato su Gangan Online di Square Enix dal 2 ottobre 2020 al 17 novembre 2023. Tra il 25 dicembre 2021 e il 22 marzo 2024 sono stati pubblicati cinque volumi.
Un altro manga disegnato da Yu Shiomura, intitolato DanMachi: Memoria Freese - Seiya no Träumerei e basato sul videogioco DanMachi: Memoria Freese, è stato serializzato su Manga Up! dal 23 ottobre 2021 al 14 ottobre 2023. Tra il 25 dicembre 2021 e il 25 novembre 2023 sono stati pubblicati quattro volumi.

### Anime

Bell Cranel ed Estia nell'anime

Un adattamento anime, prodotto da J.C.Staff, è andato in onda dal 3 aprile 2015 al 5 marzo 2025, e conta attualmente cinque stagioni. Un film d'animazione, collocabile tra le prime due stagioni, intitolato È sbagliato cercare di incontrare ragazze in un Dungeon? - Il film: La freccia di Orione (劇場版 ダンジョンに出会いを求めるのは間違っているだろうか ー オリオンの矢 ー?, Danjon ni deai o motomeru no wa machigatteiru darō ka ーOrion no yaー) è uscito al cinema il 15 febbraio 2019.
Per celebrare il decimo anniversario di GA Bunko, è stato prodotto anche un adattamento anime di dodici episodi di DanMachi: Sword Oratoria, sempre prodotto da J.C.Staff, e trasmesso tra il 14 aprile e il 30 giugno 2017.
In Italia Yamato Video detiene i diritti dell'intera saga anime, distribuendola dapprima sul suo canale YouTube Yamato Animation, e poi sul canale Anime Generation di Prime Video da dicembre 2021. Il doppiaggio italiano di DanMachi è curato da ASCI Voice and Mind (stagioni 1-3, OAV 1-2) e Bumblebee Studios (OAV 3, stagione 4) sotto la direzione di Graziano Galoforo e Stefania Patruno . La traduzione dei testi dell'edizione italiana è stata curata da Leonardo Prendin, mentre l'adattamento dei dialoghi è stato effettuato da Costanza Gallo, Arianna Bernini, Andrea Simoni, Maria Casella, Marina Spagnuolo, Elena Soccio, Michela Roasio, Stefano Ferrari e Alessia Pitari. Il doppiaggio di DanMachi: Sword Oratoria invece è stato curato da ASCI Voice and Mind sotto la direzione di Graziano Galoforo e Stefania Patruno. La traduzione dei testi è di Mattia Soave.

### Videogiochi
Un videogioco di ruolo intitolato DanMachi: Memoria Freese è stato reso disponibile per gli smartphone aventi come sistema operativo iOS e Android nel 2017 in Giappone, nel 2018 nel Nord America e nel 2019 in Europa. Il gioco ha venduto più di 3 milioni di copie nel mese d'uscita, arrivando a 35 milioni di utenti registrati e più di un milione di iscritti a marzo 2018. I guadagni del gioco sono del 40% più alti negli Stati Uniti che in Giappone. Nel giugno 2019, Yoshitsugu Matsuoka, il doppiatore di Bell Cranell, è stato riconosciuto come detentore del Guinness World Record per "il maggior numero di battute dette da un doppiatore per un gioco per cellulari", premio concessogli per aver lavorato a Memoria Freese.
5pb. ha annunciato lo sviluppo di un "action RPG dungeon" basato sulle light novel. Il gioco, intitolato DanMachi: Infinite Combate, è stato pubblicato per PlayStation 4, PlayStation Vita, Nintendo Switch e Microsoft Windows il 28 novembre 2019 in Giappone. Le versioni per PlayStation 4, Switch e Windows sono uscite anche in Europa e in Nord America rispettivamente il 7 e l'11 agosto 2020, sebbene entrambe fossero originariamente previste per la primavera dello stesso anno.
Un ulteriore action RPG per iOS e Android dal titolo DanMachi: Battle Chronicle è stato annunciato nel dicembre 2022 ed era originariamente previsto per il 23 maggio 2023, ma è stato successivamente posticipato al 24 agosto dello stesso anno. Un altro titolo per smartphone sviluppato da Neowiz e Gree Entertainment è stato annunciato nel marzo 2023.

## Accoglienza

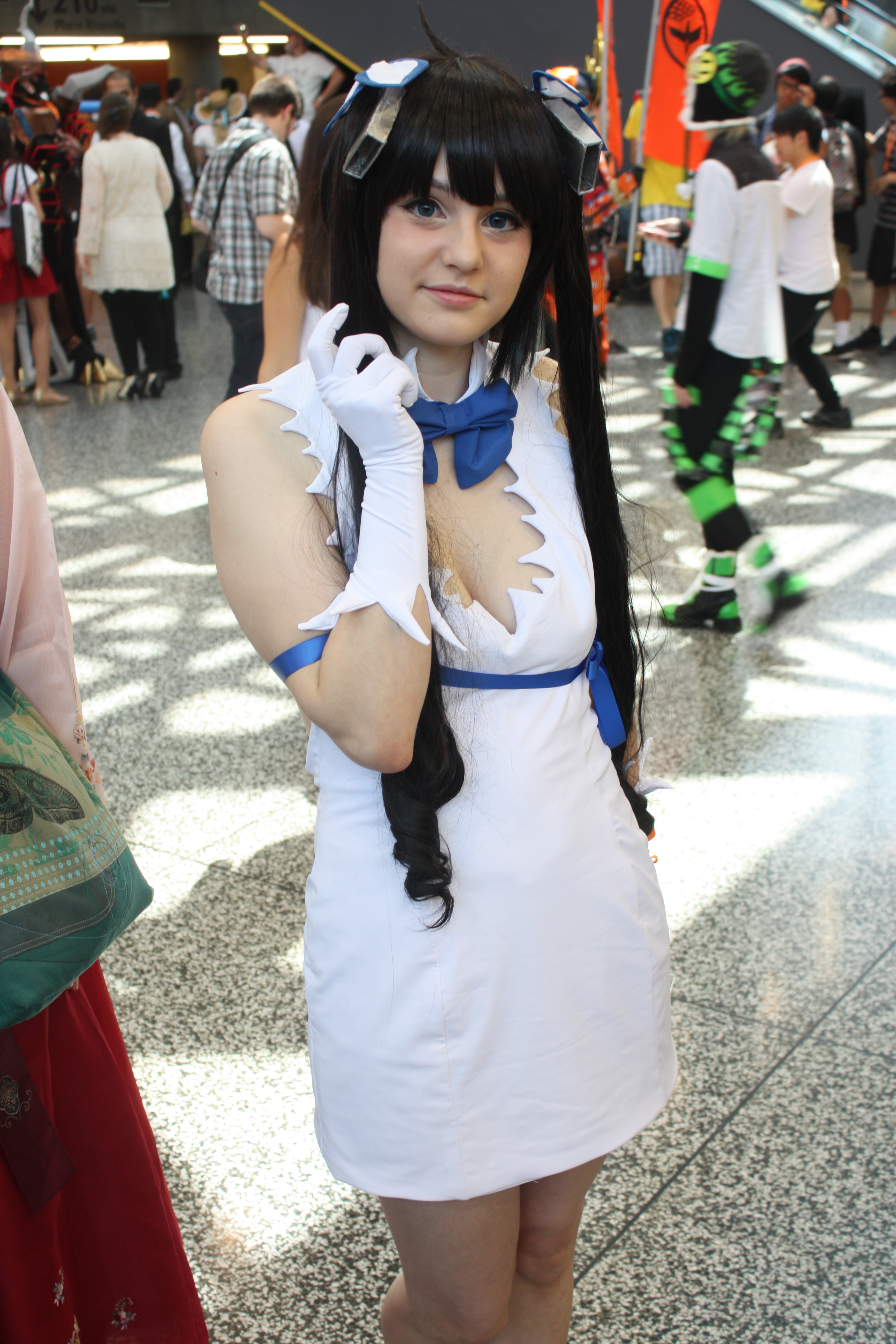
Cosplayer di Estia

La serie ha vinto il Premio GA Bunko nel 2013, si è classificata al quarto posto nella guida annuale per light novel Kono light novel ga sugoi! di Takarajimasha nel 2014 ed è stata premiata col Premio Sugoi Japan del Yomiuri Shinbun nel 2016. A febbraio 2016 il numero stimato di copie dei volumi vendute ha superato i 4 milioni.
A gennaio 2018 la light novel ha superato i 9 milioni di copie.
Il personaggio di Estia è risultata subito il più amato della serie, ottenendo grandi apprezzamenti all'interno sia dei fan che non, risultando un esempio di sindrome di Fonzie.